# La Madone du désir
Pour plus de détails, voir Fiche technique et Distribution.
La Madone du désir ou La Belle de San Francisco (titre original : The San Francisco Story) est un film américain réalisé par Robert Parrish, sorti en 1952.

## Synopsis
Rick Nelson et son ami Shorty arrivent à San Francisco pour exploiter une mine d'or. Cinq ans plus tôt, Nelson était à la tête des Vigilants, qui nettoyèrent la ville de la corruption qui la gangrenait. À son arrivée, le capitaine Jim Martin tente de le contacter. En effet, la ville est à nouveau sous la coupe d'Andrew Cain, qui place ses hommes-liges et fait élire ses complices pour diriger l'État. Nelson s'aperçoit que les condamnations et les pendaisons se multiplient. Malgré tout, il ne tient pas à revenir à son ancien métier. Un jour, un fermier attaque une calèche où se trouve Cain. Rick Nelson arrive à l'arrêter, et découvre, aux côtés d'Andrew Cain, une femme fort jolie, Adelaïde McCall, qui n'est autre que la maîtresse de ce dernier.

## Fiche technique
- Titre : La Madone du désir
- Titre original : The San Francisco Story
- Réalisation : Robert Parrish
- Scénario : D. D. Beauchamp et William Bowers (non crédité) d'après l'histoire Vigilante de Richard Summers
- Musique : Paul Dunlap et Emil Newman
- Photographie : John F. Seitz
- Montage : Otto Ludwig
- Direction artistique : Robert Clatworthy et Bernard Herzbrun
- Création des décors : George Jenkins
- Costumes : Joe King et Yvonne Wood
- Chorégraphe : Harold Belfer
- Production : Ben Hersh et Howard Welsch
- Société de production : Fidelity-Vogue Pictures Inc.
- Société de distribution : Warner Bros. Pictures
- Pays de production : États-Unis
- Langue : anglais
- Format : Noir et blanc — 35 mm — 1,37:1 — Son : Mono (RCA Sound System)
- Genre : Western
- Durée : 80 minutes
- Dates de sortie : 
  - États-Unis 17 mai 1952
  - États-Unis 11 novembre 1953

## Distribution
- Joel McCrea : Rick Nelson
- Yvonne De Carlo : Adelaide McCall
- Sidney Blackmer : Andrew Cain
- Richard Erdman : Shorty
- Florence Bates : Sadie
- Onslow Stevens : Capitaine Jim Martin
- John Raven : Lessing
- O. Z. Whitehead : Alfey
- Ralph Dumke : Winfield Holbert
- Robert Foulk : Thompson
- Lane Chandler : Morton
- Trevor Bardette : Miner
- John Doucette : Slade
- Peter Virgo : Meyers
- Frank Hagney : Palmer
- Tor Johnson : Buck
- Fred Graham : Scud